# Kavamoto Taizó
Kavamoto Taizó (Szeto, 1914. január 17. – 1985. szeptember 20.) japán válogatott labdarúgó.
A japán válogatott tagjaként részt vett az 1936. és az 1956. évi nyári olimpiai játékokon.

## Statisztika
| Japán válogatott | Japán válogatott | Japán válogatott |
| Időszak          | Mérk.            | gól              |
| ---------------- | ---------------- | ---------------- |
| 1934             | 3                | 2                |
| 1935             | 0                | 0                |
| 1936             | 2                | 1                |
| 1937             | 0                | 0                |
| 1938             | 0                | 0                |
| 1939             | 0                | 0                |
| 1940             | 1                | 1                |
| 1941             | 0                | 0                |
| 1942             | 0                | 0                |
| 1943             | 0                | 0                |
| 1944             | 0                | 0                |
| 1945             | 0                | 0                |
| 1946             | 0                | 0                |
| 1947             | 0                | 0                |
| 1948             | 0                | 0                |
| 1949             | 0                | 0                |
| 1950             | 0                | 0                |
| 1951             | 0                | 0                |
| 1952             | 0                | 0                |
| 1953             | 0                | 0                |
| 1954             | 3                | 0                |
| Összesen         | 9                | 4                |